# برازریا انکوئیستی
برازریا انکوئیستی (نام علمی: Brazoria enquistii) نام یک گونه از تیره نعناعیان است.